# Список полных кавалеров ордена Трудовой Славы/П
В настоящем списке представлены в алфавитном порядке полные кавалеры ордена Трудовой Славы, чьи фамилии начинаются с буквы «П». Список содержит информацию о датах Указов о присвоении звания, профессии награждённых, дате рождения и дате смерти. В настоящее время список не является завершённым и нуждается в дополнениях и уточнениях.